# Ecom Agroindustrial
Ecom Agroindustrial er en schweizisk commodity-handels- og fødevareforarbejdningsvirksomhed. De er specialiseret i primært kaffe, kakao og bomuld. ECOM har over 40 kontorer i over 35 lande.